# ایزولیتور باتری

ایزولیتور باتری

ایزولیتور باتری (انگلیسی: Battery isolator) نوعی دستگاه الکتریکی است که جریان مستقیم را به چند شاخه تقسیم می‌کند و تنها به جریان اجازه عبور در یک جهت را می‌دهد.